# Jean-Marie Géhu
Jean-Marie Géhu (3 de abril de 1930 − 15 de febrero de 2014) fue un biólogo y botánico francés.
Profesor de Botánica en la Facultad de Farmacia de la Universidad de Lille, fundó en 1975, con su esposa Jeannette Géhu-Franck, en la Aldea de Haendries en Bailleul, el « Centre régional de Phytosociologie », autorizado como « Conservatorio Botánico Nacional de Bailleul » desde 1991.
A Jean-Marie Géhu se le conoce principalmente por sus trabajos de fitosociología y de ecología vegetal y del estudio de la vegetación aplicada a la conservación del medio ambiente.

## Algunas publicaciones
- 2004. La végétation postglaciaire du passé et du présent. Colloques Phytosociologiques 28. Editor J. Cramer, 1.221 pp. ISBN 3443700160

- 2000. Les données de la phytosociologie sigmatiste: structure, gestion, utilisation. Colloques phytosociologiques 27. Editor J. Cramer, 1.128 pp. ISBN 3443700152

- 1993. Phytodynamique et biogéographie historique des forêts: Bailleul. Colloques Phytosociologiques 20. Con Jean-Jacques Dubois. Edición ilustrada de J. Cramer, 436 pp. ISBN 3443700098

- 1985. Végétation et géomorphologie: Bailleul. Colloques phytosociologiques 13. Edición ilustrada de J. Cramer, 876 pp. ISBN 3443700020

- 1984. La végétation des forêts alluviales: (Symposium international sur les "forêts alluviales européennes"). Strasbourg (22-26 septembre) 1980. Colloques phytosociologiques 9. Edición ilustrada de J. Cramer, 744 pp. ISBN 376821382X

- 1983. La Végétation des pelouses calcaires. Colloques phytosociologiques 11. Edición ilustrada de J. Cramer, 520 pp. ISBN 3768213838

- 1975. La végétation des forêts caducifoliées acidiphiles: colloque, Lille 1974. Colloques phytosociologiques 3. Editor J. Cramer, 395 pp.

- La abreviatura «Géhu» se emplea para indicar a Jean-Marie Géhu como autoridad en la descripción y clasificación científica de los vegetales.[2]